# Probolomyrmex procne
Probolomyrmex procne är en myrart som beskrevs av Brown 1975. Probolomyrmex procne ingår i släktet Probolomyrmex och familjen myror. Inga underarter finns listade i Catalogue of Life.

## Bildgalleri

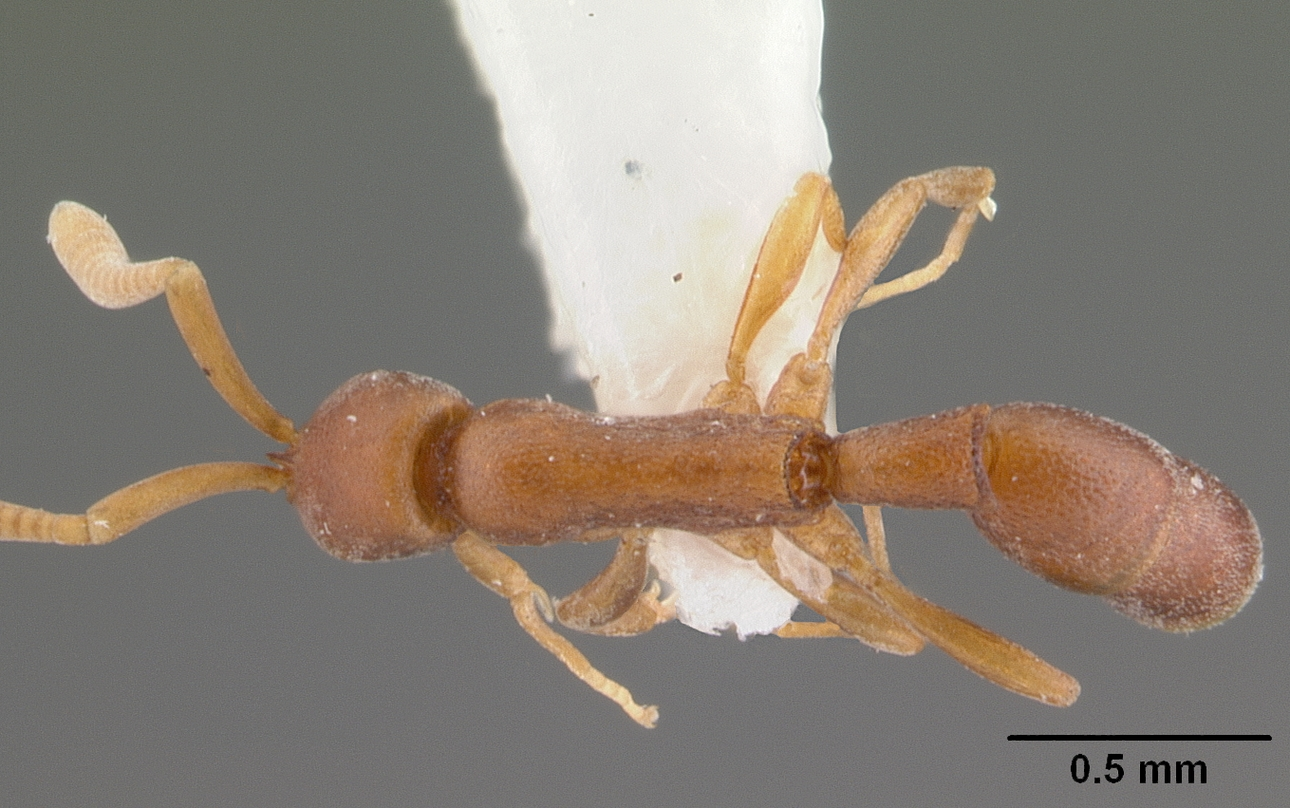
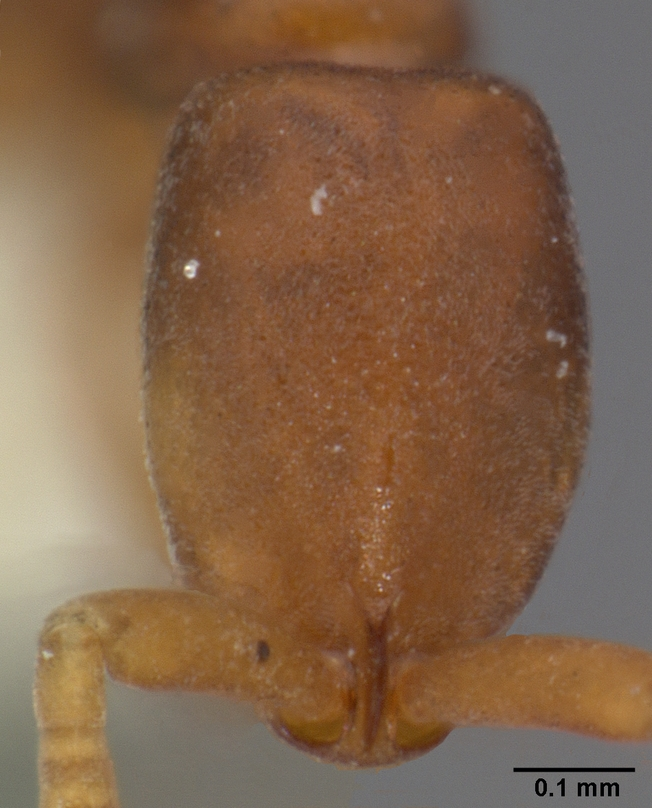
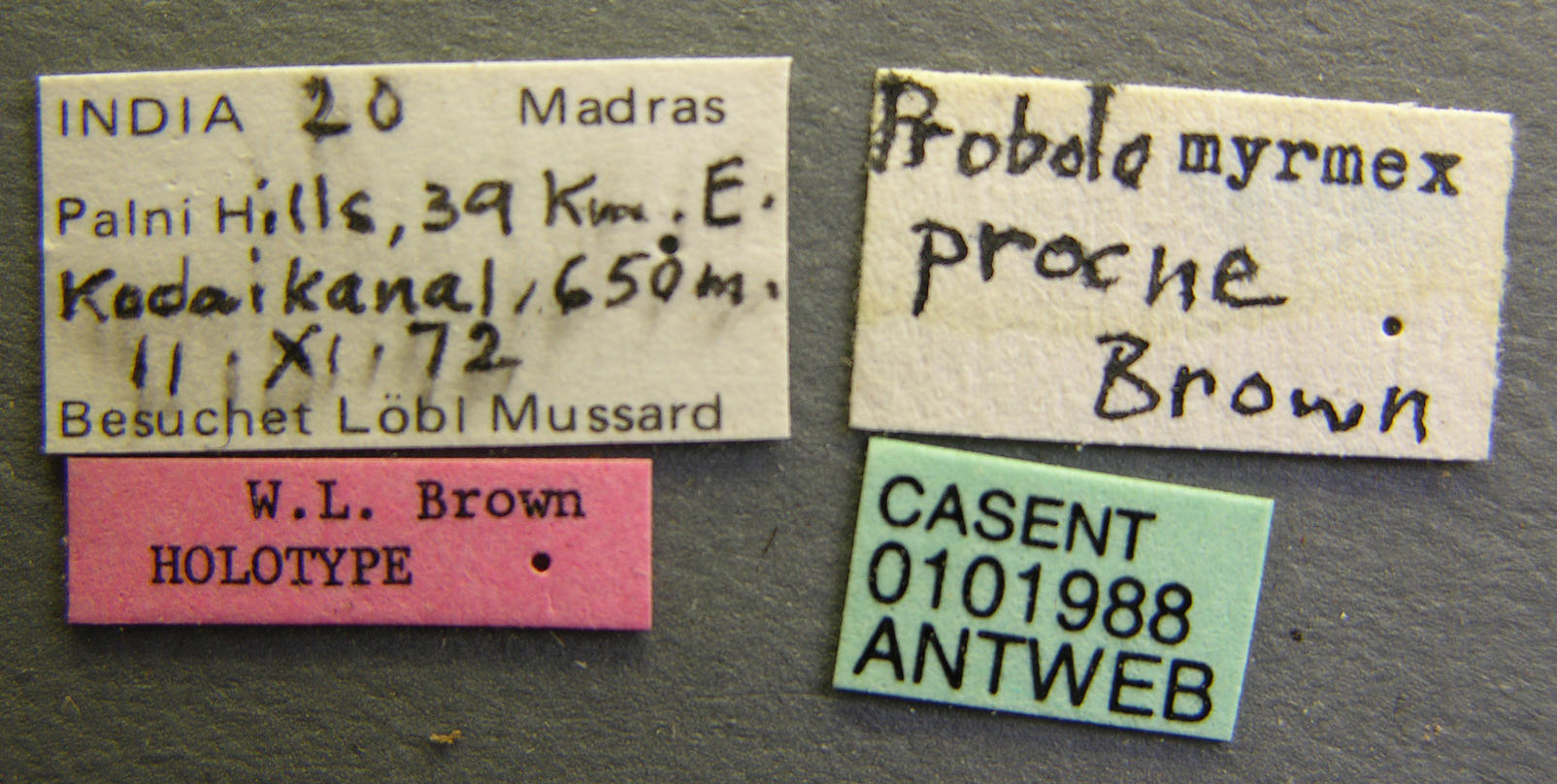
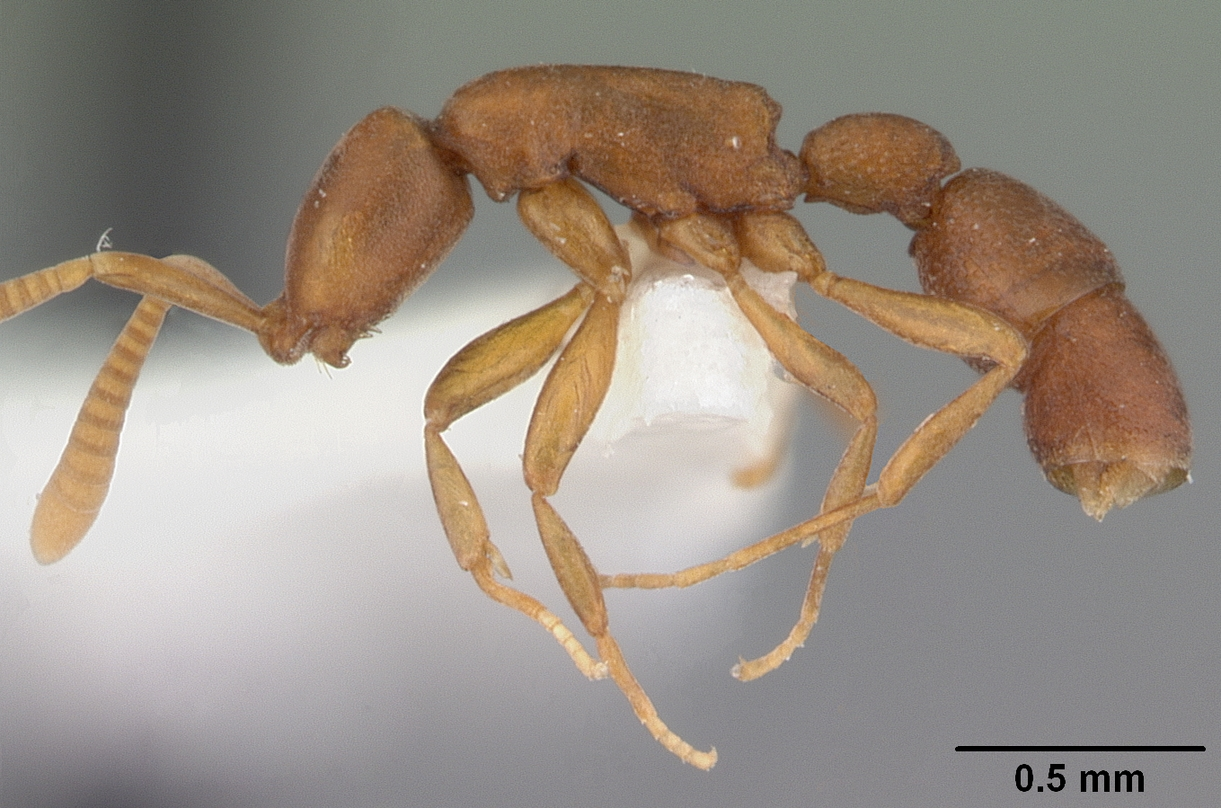
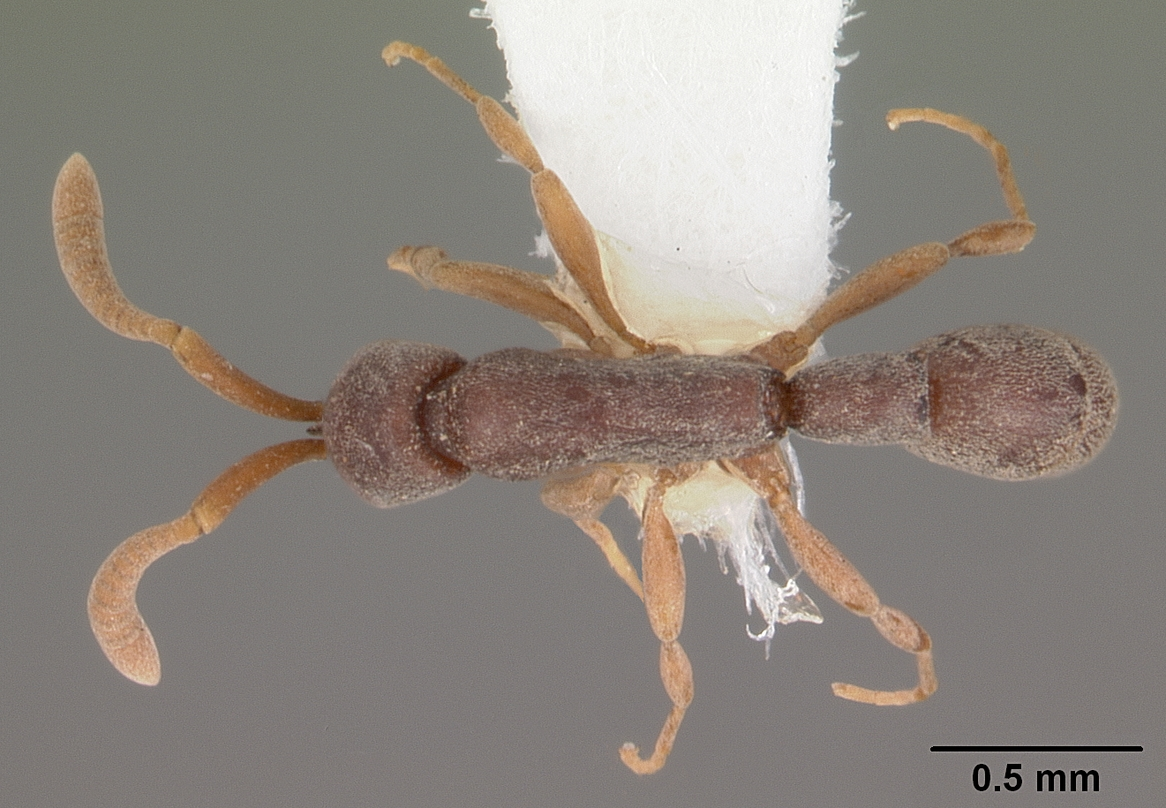
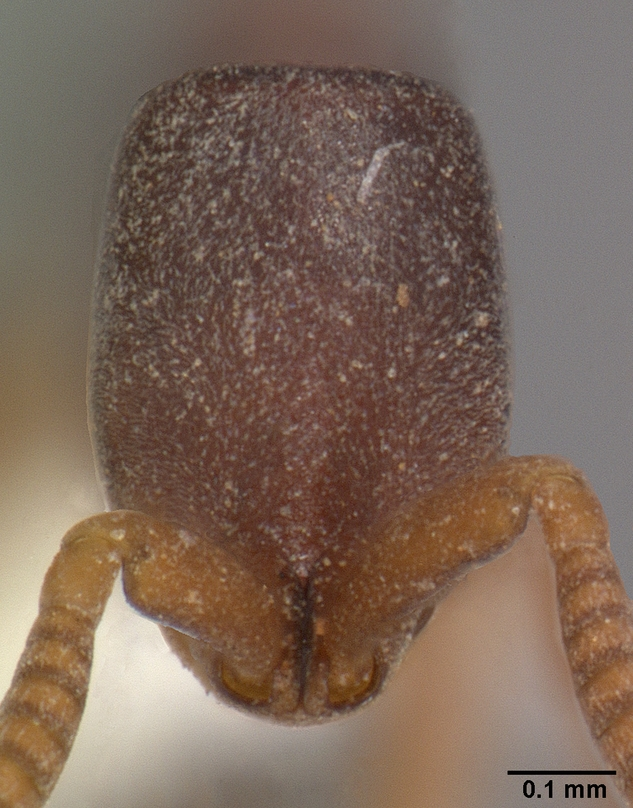